# Georges Montaron
Georges Montaron, nasceu no dia 10 de abril de 1921, em Paris (França) e morreu no dia de outubro de 1997, em Paris. Foi jornalista e cristão de esquerda. Destacou-se por suas lutas contra a tortura, em favor da liberdade de imprensa e da descolonização. Foi líder da Juventude Operária Católica na França e integrante da Resistência Francesa. Foi director de Témoignage chrétien de 1947 à 1996, quando foi expulso.

## Biografia
Nasceu em uma família de camponeses que se mudou para Paris, onde seu pai se tornou tipógrafo.
Ainda muito jovem, ingressou na Juventude Estudantil Católica (JEC) e, depois, na Juventude Operária Católica (JOC), da qual se tornou líder nacional entre 1941 e 1947.
Durante a Ocupação da França pela Alemanha Nazista, recusou-se a juntar-se ao serviço de trabalho obrigatório e ingressou na Resistência Francesa.

## Obras
- La Faim au ventre, Cahier XLI du Témoignage Chrétien. Bnf - Tolbiac-Rez de jardin – (Fome na barriga);
- Qui sont les Palestiniens, Cahier LI du Témoignage Chrétien. Bnf - Tolbiac-Rez de jardin (Quem são os palestinos);
- Le Socialisme, Éditions Beauchêne, janeiro de 1969 - (O Socialismo);
- La Palestine, Notre Combat no 37-38. Bnf - Tolbiac-Rez de jardin - (A Palestina, Nossa Luta)
- Quoi qu'il en coûte. Conversations avec Noël Copin, Paris, France, Éditions Stock, coll. « Les grands journalistes », 1975, 358 p. - (Custe o que custar. Conversas com Noël Copin);
- Martyrs du Nazisme. Paul Béchet, Michel Fiévet, Georges Montaron (dir.) - (Mártires do Nazismo)
- Jérusalem en Palestine. Georges Montaron (dir.) - (Jerusalém na Palestina)
- Jocistes dans la Tourmente : Histoire des jocistes (JOC-JOCF) de la région parisienne 1937-1947, Paris, France, Éditions du Témoignage Chrétien, Les Éditions Ouvrières, 1989, 217 p. - (Jocistas na Tormenta: História dos jocistas da região de Paris entre 1937 e 1947).